# Geneviève Kervine
Geneviève Kervine, de son vrai nom Geneviève Marie Antoinette Kervingant, est une actrice française née le 27 juin 1931 à Dakar (Sénégal) et morte le 5 septembre 1989 à Paris.

## Biographie
Geneviève Kervine naît à Dakar, au hasard des affectations de son père, médecin-colonel aux armées. Elle débute d’ailleurs sur la scène de l'Opéra de Hanoï (Viêt Nam) où son père est alors en poste. Rentrée en France à la fin des années 1940, elle suit les cours d’art dramatique de Charles Dullin tout en tenant des petits rôles dans des opérettes, en vogue à l’époque, dont Phi-Phi aux Bouffes-Parisiens. Formée pour la scène, c’est donc au théâtre et au cabaret qu’elle trouve ses premiers engagements.
Suives de nombreuses pièces qu’elle « promène » souvent en province dans les tournées Herbert-Karsenty, en compagnie de son partenaire préféré et son mari dans la vie, Jean Bretonnière, qu'elle épouse le 24 juin 1967 à Sérignan (Hérault). Leur fils, Marc Bretonnière, est également acteur.
Geneviève Kervine meurt d'un cancer le 5 septembre 1989 à l'âge de 58 ans.

## Filmographie

### Cinéma
- 1952 : Cent francs par seconde de Jean Boyer : Jacqueline Bourdinet
- 1952 : Belle Mentalité de André Berthomieu : Marinette
- 1953 : Virgile de Carlo Rim : Jackie
- 1954 : Ma petite folie de Maurice Labro : Lolita Pérez
- 1954 : Une vie de garçon de Jean Boyer : Lysiane Laborie « Lili-la-Strychnine »
- 1954 : Le Fil à la patte de Guy Lefranc : Viviane
- 1954 : Dix-huit heures d'escale de René Jolivet : Nicole Dumaine
- 1954 : Pas de souris dans le bizness de Henri Lepage : Mireille
- 1955 : Les Nuits de Montmartre de Pierre Franchi : Monique
- 1955 : Gueule d'ange de Marcel Blistène : Marie
- 1955 : Pas de pitié pour les caves  ou Les Requins des bas-fonds de Henri Lepage
- 1955 : Quatre jours à Paris d’André Berthomieu : Gabrielle
- 1956 : Villa sans souci  ou Mes petites amies...et moi de Maurice Labro : Maguelène / Maud Mallez
- 1956 : Alerte au deuxième bureau de Jean Stelli : Martine Duverger
- 1956 : Cinq millions comptant d'André Berthomieu : Arlette Gerbois (avec Jean Bretonnière)
- 1956 : Pitié pour les vamps de Jean Josipovici : Anne Davis
- 1957 : Une gosse sensass de Robert Bibal : Barbara Morrow (avec Jean Bretonnière)
- 1957 : L'Auberge en folie  (ou L'Auberge fleurie de Pierre Chevalier : Josée
- 1957 : Un certain monsieur Jo de René Jolivet : Simone Couturier
- 1957 : La Nuit des suspectes  ou Huit femmes en noir de Víctor Merenda : Suzon Farnoux
- 1957 : Paris Music Hall de Stany Cordier : Irène
- 1958 : Amour, autocar et boîtes de nuit  ou Paris c'est l'amour de Walter Kapps : Jacynthe
- 1959 : Soupe au lait de Pierre Chevalier : Francine Berthaut
- 1960 : Vers l'extase de René Wheeler : Anne-Marie
- 1960 : Callaghan remet ça de Willy Rozier : Carola
- 1961 : C'est pas toujours du caviar  (autres titres : Pépées et caviar - Top secret) de Géza von Radványi : Nancy
- 1961 : Caviar sur canapé (Diesmal muss es Kaviar sein) de Géza von Radványi
- 1961 : La Traversée de la Loire de Jean Gourguet
- 1962 : C'est pas moi, c'est l'autre de Jean Boyer : Monique

### Télévision
- 1977 : Histoire de la grandeur et de la décadence de César Birotteau (série télévisée) : Mme Roguin
- 1980 : Au théâtre ce soir : Peau de vache (pièce de théâtre) de Pierre Barillet et Jean-Pierre Grédy, mise en scène Jacques Charon, réalisation Pierre Sabbagh, Théâtre Marigny  (série télévisée) : Pauline Labbé

## Théâtre
- 1950 : Il faut marier maman comédie musicale de Marc-Cab et Serge Veber, musique Guy Lafarge, mise en scène Pierre Dux, Théâtre de Paris
- 1950 : M’sieur Nanar opérette de Jean-Jacques Vital, Pierre Ferrari et André Hornez, musique Bruno Coquatrix, mise en scène Fred Pasquali, Théâtre de l'Étoile
- 1952 : Le Sire de Vergy de Robert de Flers, Gaston Arman de Caillavet, mise en scène Jean-Pierre Grenier, Théâtre La Bruyère
- 1953 : Une femme par jour de Jean Boyer, musique Georges Van Parys, mise en scène Roland Armontel, Théâtre de Paris
- 1958 : La Mouche bleue de Marcel Aymé, mise en scène Claude Sainval, Théâtre des Célestins
- 1960 : La Collection Dressen de Harry Kurnitz, adaptation Marc-Gilbert Sauvajon, mise en scène Fernand Ledoux, Théâtre des Célestins
- 1964 : Mon Faust de Paul Valéry, mise en scène Pierre Franck, Théâtre des Célestins
- 1964 : Mary, Mary de Jean Kerr, mise en scène Jacques-Henri Duval, Théâtre des Célestins
- 1968 : L'Amour en passant d'après Scènes de la vie d'une femme de Guy de Maupassant, mise en scène Pierre Franck, Théâtre Montansier, tournée Herbert-Karsenty
- 1969 : L'Amour en passant, Théâtre des Célestins
- 1969 : La Vie parisienne de Jacques Offenbach, livret Henri Meilhac et Ludovic Halévy, mise en scène Jean-Pierre Grenier, Théâtre des Célestins
- 1972 : Le Faiseur de Honoré de Balzac, mise en scène Pierre Franck, Théâtre Montansier, Théâtre des Célestins, tournée
- L’Illusionniste de Sacha Guitry
- Les Brumes de Manchester de Frédéric Dard

## Distinctions
- 1955 : Prix Suzanne-Bianchetti